# 대한민국 민사소송법 제40조
대한민국 민사소송법 제40조는 이송의 효과에 대한 민사소송법 조문이다.

## 조문
제40조(이송의 효과) ① 이송결정이 확정된 때에는 소송은 처음부터 이송받은 법원에 계속(係屬)된 것으로 본다.
②제1항의 경우에는 이송결정을 한 법원의 법원서기관·법원사무관·법원주사 또는 법원주사보(이하 "법원사무관등"이라 한다)는 그 결정의 정본(正本)을 소송기록에 붙여 이송받을 법원에 보내야 한다.

## 같이 보기
- 이송